# Robert Castaing
Pour les articles homonymes, voir Castaing.
Robert Castaing, né le 6 septembre 1930 à Lectoure (Gers) et mort le 11 novembre 2002 à Lectoure (Gers), est un homme politique français.

## Biographie
Né en 1930 dans une famille d’agriculteurs, Robert Castaing suit des études au collège Maréchal-Lannes de Lectoure, puis à la faculté de Lettres de Toulouse. Il obtient une licence en histoire, puis un diplôme d’études supérieures d’histoire ancienne, enfin l’agrégation d’histoire. À partir de 1955, il est enseignant en histoire-géographie au lycée de Castres, puis à celui de Mirande. Il est enfin professeur au lycée Maréchal-Lannes où se déroulera toute sa carrière.
En 1969, il est l’un des principaux organisateurs des manifestations du bicentenaire de la naissance du maréchal Lannes. En 1971, il se présente aux élections municipales à la tête d’une liste sans étiquette et est élu. Il est successivement réélu jusqu’en 2000. Il est conseiller régional de Midi-Pyrénées de 1976 à 1992. il est élu sénateur du Gers en 1989 sous les couleurs du Parti socialiste.

## Détail des fonctions et des mandats
Mandats locaux
- 2000 - 2001 : 1er adjoint au maire de Lectoure ;
- 1971 - 1977 : maire de Lectoure ;
- 1977 - 1983 : maire de Lectoure ;
- 1983 - 1989 : maire de Lectoure ;
- 1989 - 1995 : maire de Lectoure ;
- 1995 - 2000 : maire de Lectoure ;
- 1992 - 1994 : conseiller général du canton de Lectoure ;
- 1994 - 2001 : conseiller général du canton de Lectoure ;
- 1976 - 1986 : conseiller régional de Midi-Pyrénées ;
- 1986 - 1992 : conseiller régional de Midi-Pyrénées.

Mandat parlementaire
- 24 septembre 1989 - 30 septembre 1998 : sénateur du Gers.